# Robert Evans (jornalista)
Robert Madison Evans (nascido a 22 de março de 1998) é um autor, jornalista, e apresentador de podcasts americano que tem relatado sobre conflitos globais e extremismo online. Antigo editor no website de humor Cracked.com, Evans escreve agora para o site de jornalismo investigativo Bellingcat enquanto trabalha em vários podcasts, incluindo Behind the Bastards, Behind the Police, Behind the Insurrections, It Could Happen Here, The Women's War, e Worst Year Ever. Em 2021, ele publicou o seu primeiro romance, After the Revolution (AK Press 2022) primeiro como um podcast serializado.

## Biography

### Vida inicial
Evans cresceu em Idabel, Oklahoma e Plano, Texas. Os seus pais tentaram abrir vários pequenos negócios e admiravam Ronald Reagan e Pat Buchanan.

## Carreira

### Carreira inicial
Evans trabalhou no website de humor Cracked como gestor editorial. Nessa posição, Evans liderou uma equipa que publicava artigos de "experiência pessoal". Estes artigos faziam parte de duas categorias principais: peças jornalísticas envolvendo uma variedade de fontes e narrativas pessoais.
Em 2016, Evans publicou o seu primeiro livro, A Brief History of Vice, sobre os efeitos formativos dos narcóticos no desenvolvimento e história da civilização.

### Jornalismo
Evans trabalhou para o website investigativo Bellingcat entre 2018 e 2021. Ele relatou sobre conflitos no Iraque, Ucrânia, e Rojava, como também sobre extremistas de extrema direita nos Estados Unidos.
No final da década de 2010 e 2020, Evans produziu uma variedade de conteúdo sobre o 8chan, um fórum de discussão anónimo, como também do movimento Gamergate, um movimento que ele descreve como organicamente generado, com alguma direção dada por supremacistas e extremistas brancos com longa experiência em radicalizar pessoas em fóruns da internet.
Depois dos atentados de Christchurch em março de 2019, meios de comunicação incluindo o Rolling Stone, Vox e The Atlantic referenciaram o aviso de Evans sobre a natureza do manifesto do atirador. Evans argumentava que o manifesto era meramente uma pista falsa, cheio de referências e memes com o objetivo de distrair os observadores. Depois do tiroteio da sinagoga de Poway, o Vox contou com o trabalho de Evans para explicar como o manifesto do atirador mais uma vez constituía piadas internas com o objetivo de radicalizar outros usuários do /pol/ do 4chan.
Num artigo de 2020 do Bellingcat, Evans debateu sobre o surgimento e qualidades do movimento boogaloo, um grupo próximo de indivíduos que expressam interesse em fomentar desordem civil. Evans diz que descobriu acerca do movimento boogaloo quando observou membros no 2020 VCDL Lobby Day.

#### Protestos George Floyd em Portland
A começar no final de maio de 2020, Evans cobriu os protestos George Floyd em Portland, Oregon. Ele começou a cobrir os protestos nos primeiros dias ao documentar os protestantes, contra-protestantes, e a polícia. O seu trabalho sobre os protestos foi destacado na secção de opinião do The New York Times, que publicou uma entrevista com Evans depois do 50º dia dos protestos.
Em julho, Evans juntou-se a uma ação coletiva contra a Cidade de Portland pelo uso de força pela polícia nos protestos. A ação é não-monetária, procurando um "processo declaratório e cautelar – pedindo ao tribunal para encontrar os queixosos dentro dos seus direitos e para ordenar que a polícia parasse de brutalizar e deter ilegalmente os protestantes". Evans juntou-se à jornalista freelance Bea Lake e a especialista em serviços de habitação Sadie Oliver-Grey como queixosos. A ação alega que os agentes da polícia foram ilegalmente violentos, pararam os jornalistas de trabalharem, e interferiram com o direito à liberdade de expressão. A ação descreve incidentes que ocorreram a Evans incluindo a "polícia alegadamente ameaçando-o com prisão se ele não deixasse a área, alvejando-o no pé com uma granada de gás lacrimogéneo e pulverizando-o, e repetidamente empurrando-o".
No sábado, 22 de agosto, um protestante de direita segurando um bastão partiu a mão de Evans enquanto ele filmava. Numa entrevista com o The Guardian, Evans disse que os contra-protestantes de direita "vieram absolutamente preparados para lutar", foram "muito agressivos logo de início", e estavam equipados com "facas, armas, marcadores de paintball com pellets congeladas, bastões".

### Carreira em podcasts

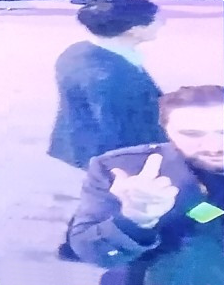
Evans em 2025, a mostrar o dedo médio a uma câmera ativada por IA no Consumer Electronics Show 2025.

Evans é o apresentador do podcasts Behind the Bastards e um de três co-apresentadores do podcast Worst Year Ever. Em 2019, Evans completou a série em podcast The War on Everyone, um podcast sobre como a supremacia branca e o fascismo se têm desenvolvido e espalhado na consciência americana na idade moderna, como também It Could Happen Here, um podcast sobre a possibilidade de uma segunda Guerra Civil Americana. Evans publicou uma nova série em podcast intitulada The Women's War em março e abril de 2020 sobre a principalmente curda região autónoma na Síria conhecida como Rojava. Evans também publicou uma mini-série em podcast Behind the Police em junho e julho de 2020, cobrindo a história do policiamento nos Estados Unidos para informar sobre a então atual desordem civil. Behind the Police era co-apresentado por Jason "Propaganda" Petty. Em novembro de 2020 passando pelo início de 2021, Evans publicou Uprising: A Guide From Portland, um podcast detalhando relatos em primeira pessoa dos protestos George Floyd de 2020.

#### Cool Zone Media
Em agosto de 2021, a iHeartMedia anunciou o lançamento de uma nova rede de podcasts Cool Zone Media, dirigida por Evans, que se tornaria o líder de conteúdo. A rede iria juntar de maneira unificada os podcasts existentes e futuros de Evans e dos seus colaboradores frequentes como Jake Hanrahan e Petty.

## Podcasts
- After The Revolution (2021)
- Assault on America (2021)
- Behind the Bastards (2018–)
- Behind the Insurrections (2021)
- Behind the Police (2020)
- Cracked Gets Personal (2017)
- It Could Happen Here (2019, 2021–)
- Uprising: A Guide From Portland (2021)
- The War on Everyone (2019)
- The Women's War (2020)
- Worst Year Ever (2019–2022)